# Ґеорґе Мадан
Ґеорґе Мадан (рум. Gheorghe V. Madan; 5 жовтня 1872 — 7 листопада 1944) — молдовський та румунський письменник, фольклорист, актор.
Народився в комуні Трушені (Лепушна) в сім'ї священика.
Навчався в школі в Плоєшті. Потім продовжив навчання в Бухарестській консерваторії драматичного мистецтва, яку закінчив «з нагородою та дипломом», пізніше влаштувався як драматичний актор в Національний театр в Бухаресті і, додатково, державним службовцем в Міністерство.
На сторінках журналу «Floare albastră» (Блакитна квітка) вів рубрику «З мого зошита», в якій публікував оригінальну прозу, а також фрагменти з творів зарубіжних авторів: Достоєвського, Писарєва, Бєлінського, Лермонтова, Шекспіра, Гердера, Бюхнера.